# 山神社 (美里町)
山神社（やまのかみしゃ）は、宮城県遠田郡美里町に鎮座する神社である。旧社格は郷社。

## 祭神
- 主祭神として木花佐久夜比賣命を祀る。
  - その他に、山崎地区の無格社神明社（祭神：天照大御神）、西原地区鎮座の村社八幡神社（祭神：誉田別命）、下小牛田地区鎮座の無格社日枝神社・町屋敷地区鎮座の郷社日枝神社（祭神：大山咋命）が合祀されている。

## 由緒
山神社は、崇徳天皇の御代である永治元年（1141年）、摂津国の住人で、現宮司家の祖先である小山田清寧が勧請したのが始まりだと伝えられている。その後、清寧の後裔である別当浄円が元亀2年（1571年）に御神体を奉じて、陸奥国遠田郡小牛田旧屋敷にやってきて移り住み、天正3年（1575年）には祠を建てて神体を鎮め祀ったという。
寛文2年（1662年）、仙台藩により小牛田駅が造られ、南小牛田村の町割りが行われた際に旧屋敷地区から近くの南小牛田町屋敷地区に間口九間・奥行四間の社殿が造営され、そこに遷座した。
元文元年（1736年）、村内で大火があり類焼するが、元文5年（1740年）には社殿が再建された。寛政4年（1792年）には社殿の改築を起工し、文化6年（1809年）間口九間・奥行四間の社殿が造営された。
山神社の神は山の神・火伏の神・酒造の神とされているが、御祭神の御事績により子授け・安産・子育ての神として特に信仰されており、民衆のみならず武家も篤く信仰した。寛保3年（1743年）には伊達吉村による奉幣が行われ、延享2年（1745年）8月には藩士有馬内膳と小笠原三右衛門が参拝し奉幣した。また、白石片倉家・亘理伊達家・角田石川家・岩出山伊達家・涌谷亘理家などで奥方の御産の際は家臣を代参させ、山神社の安産祈願の神札をうけたという。
明治時代には、山神社は太政官布告により「小牛田の総氏神」とされた。明治41年（1908年）8月、山神社の近くの民家から火事が発生し、全焼91戸・185棟が焼失するという被害を出した。火元であった民家近くに鎮座していた山神社の社殿も、西風に煽られて広がった火災に巻き込まれ全焼したが、神体・御神鏡・御太鼓は社殿から運びだされたため無事だった。その後、仮宮が造営され御神体が遷座されたが、仮宮のある地は江合川に近く度々洪水にあっており、また、家屋の密集する地域であったことから再び火災に巻き込まれる危険性が考えられたため再遷座の検討がなされた。
神託を受けて、仮宮の場所から南へ300メートルの場所で、丘陵地の端であり、湧き水が流れる清浄な土地である「斉の台地区」の茶畑として利用されていた場所に再遷座することが決まり、社殿が造営され、大正6年（1917年）12月に遷座祭が斎行された。その後も社務所や参集殿の造営や神域の整備などが行われ、現在に至っている。
山神社には、近隣の地域に鎮座していた神社が合祀されている。明治41年12月28日には下小牛田地区の無格社日枝神社、明治42年1月19日には山神社と隣接して鎮座していた郷社日枝神社、同年3月7日には本小牛田西原の村社八幡神社と無格社神明社を合祀している。この合祀により、無格社であった山神社は郷社へと昇格することとなった、明治43年3月1日には、県知事の代理官が神前に幣帛を供えて祝詞を奏上する神社である「幣帛供進社」へと指定された。

## 境内

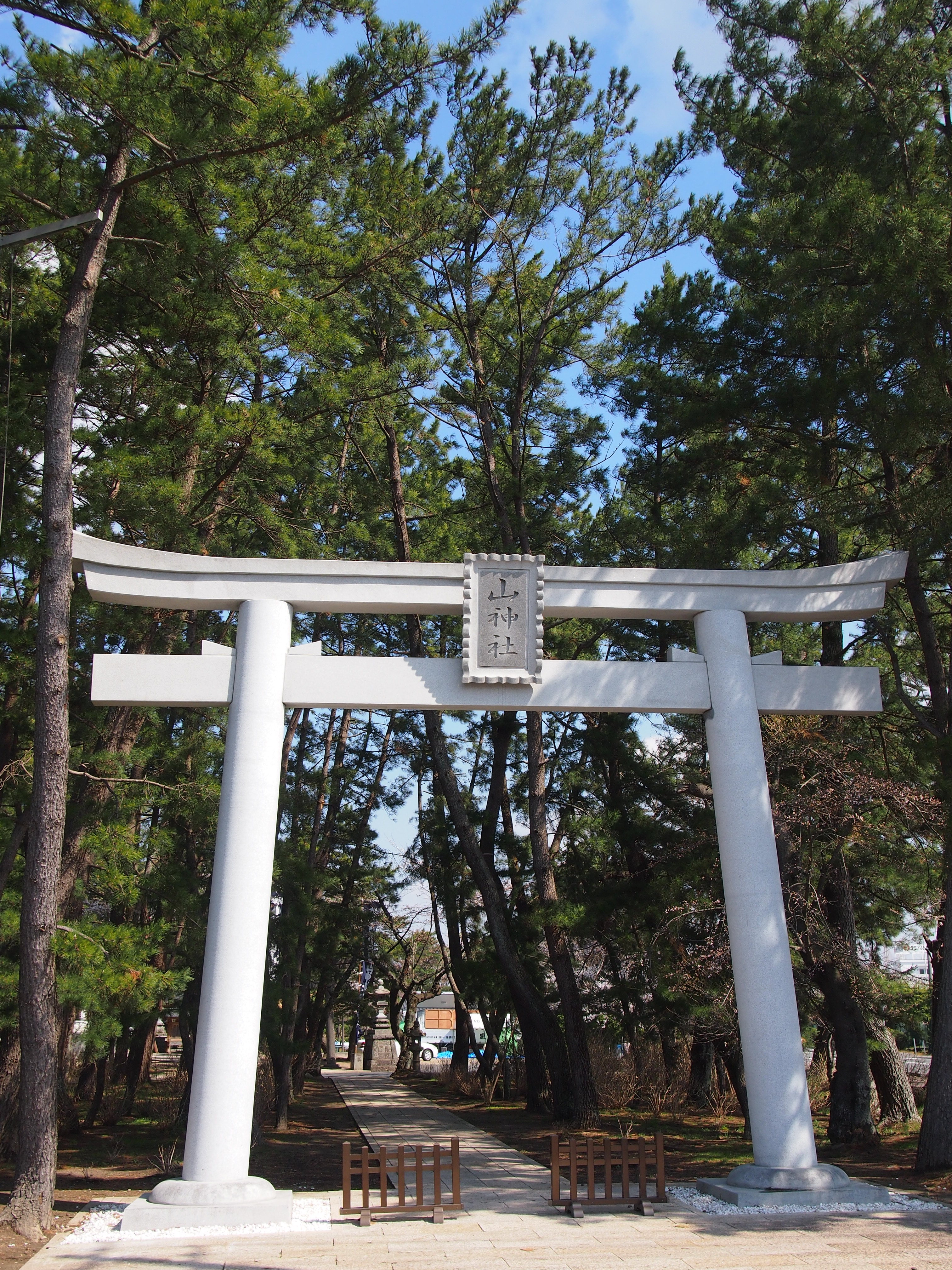
小牛田山神社第一鳥居
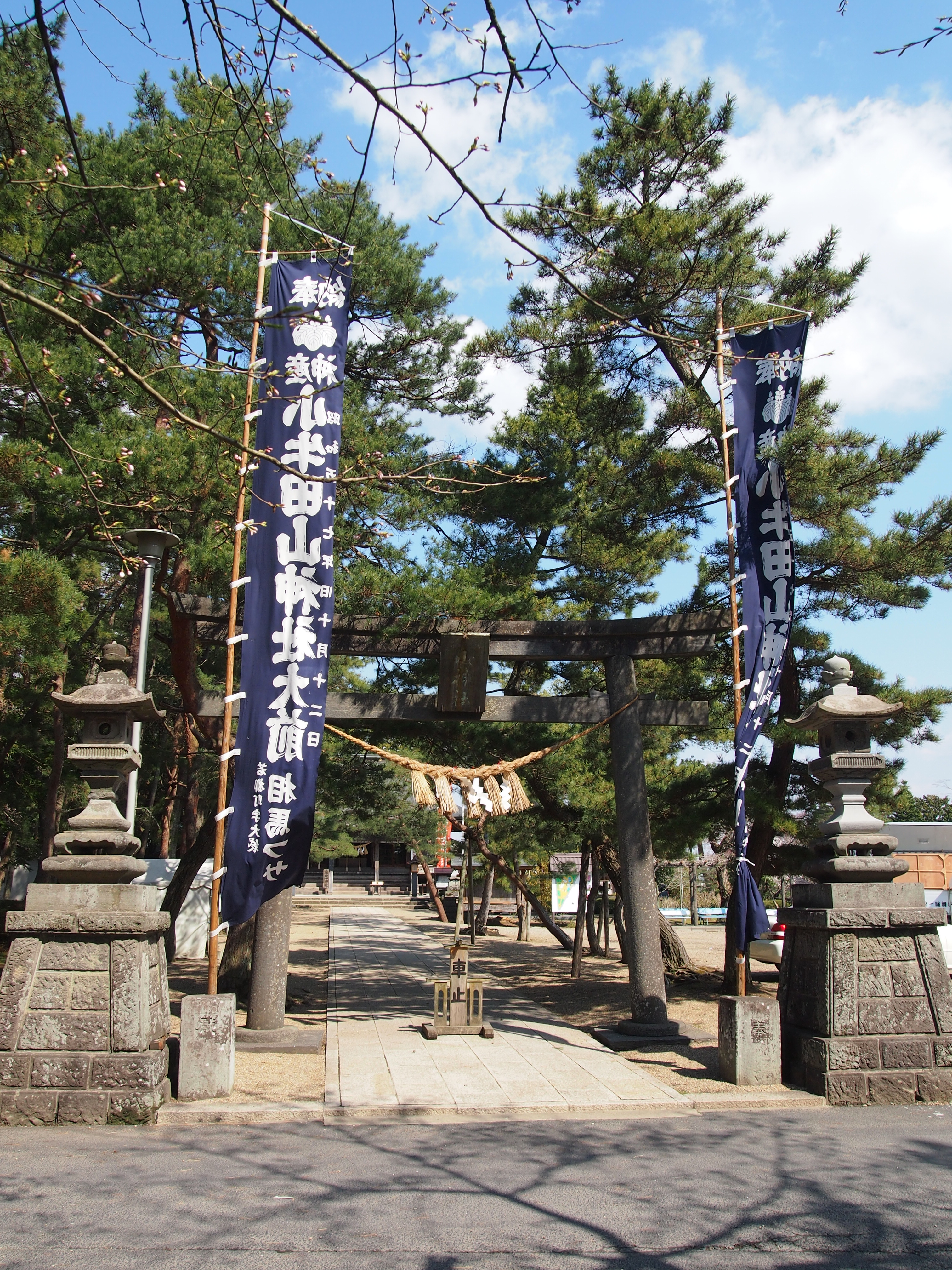
小牛田山神社第二鳥居
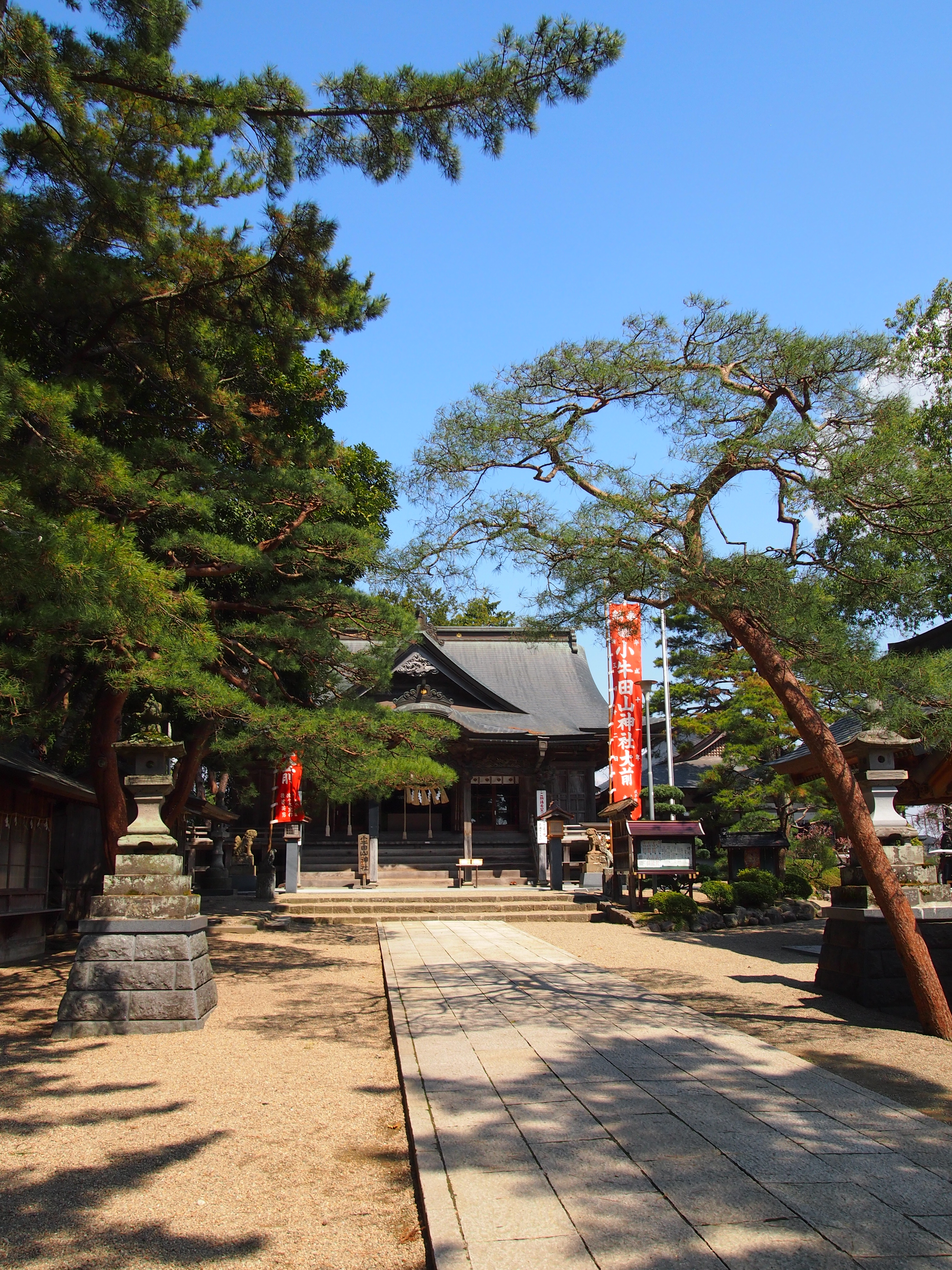
小牛田山神社参道

- 社殿（拝殿・幣殿・三間社流造の本殿）

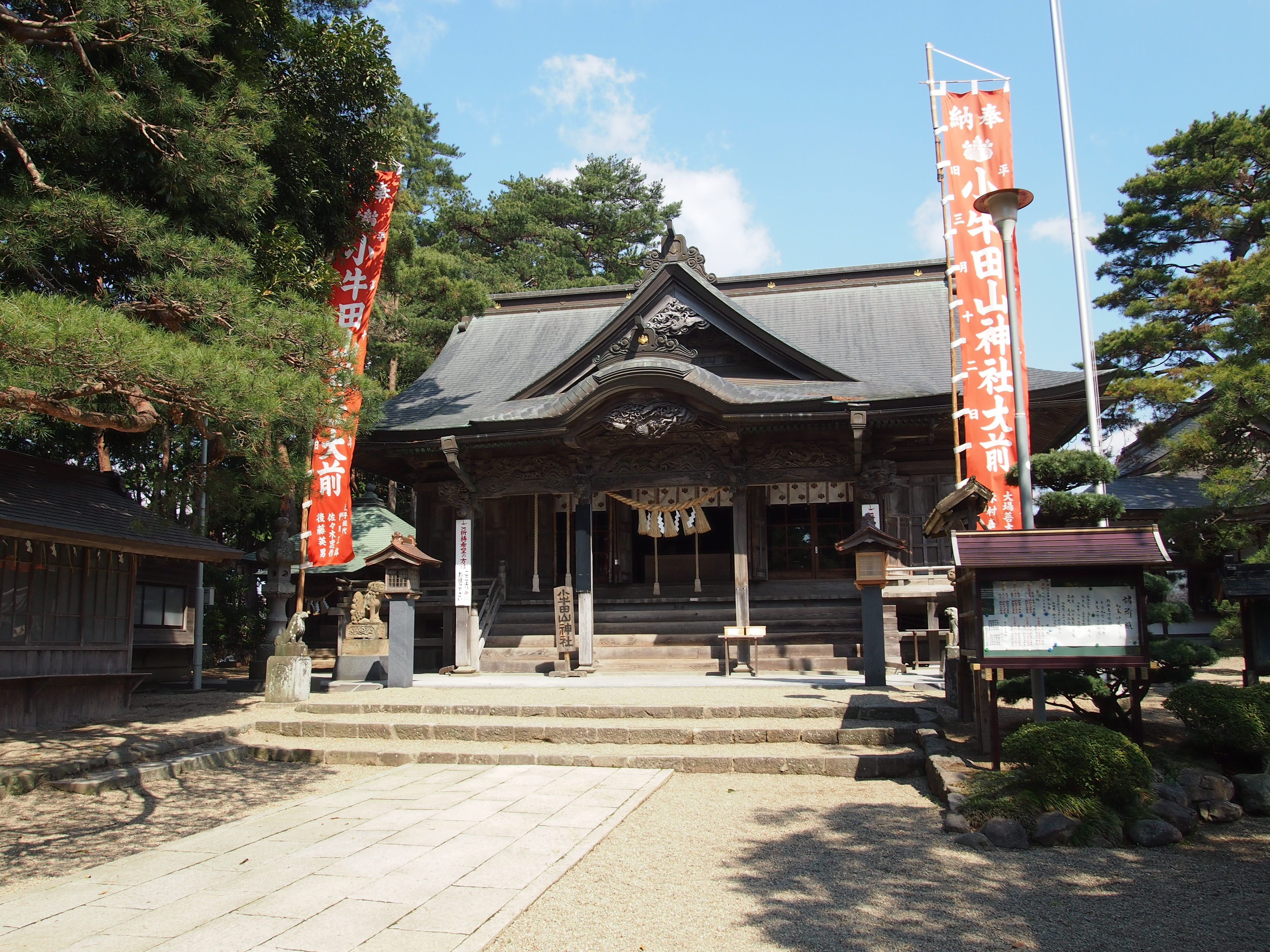
小牛田山神社拝殿
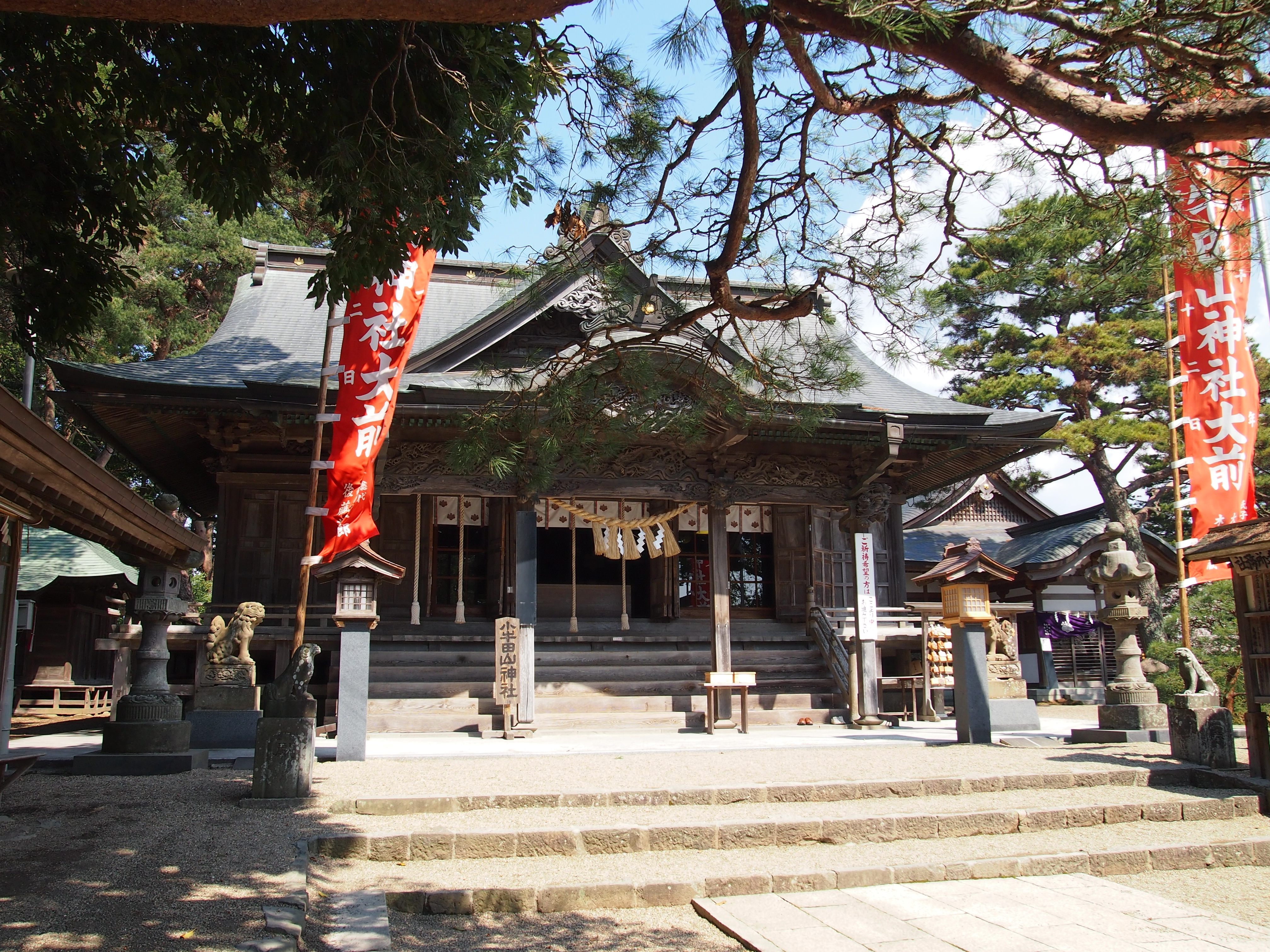
小牛田山神社拝殿
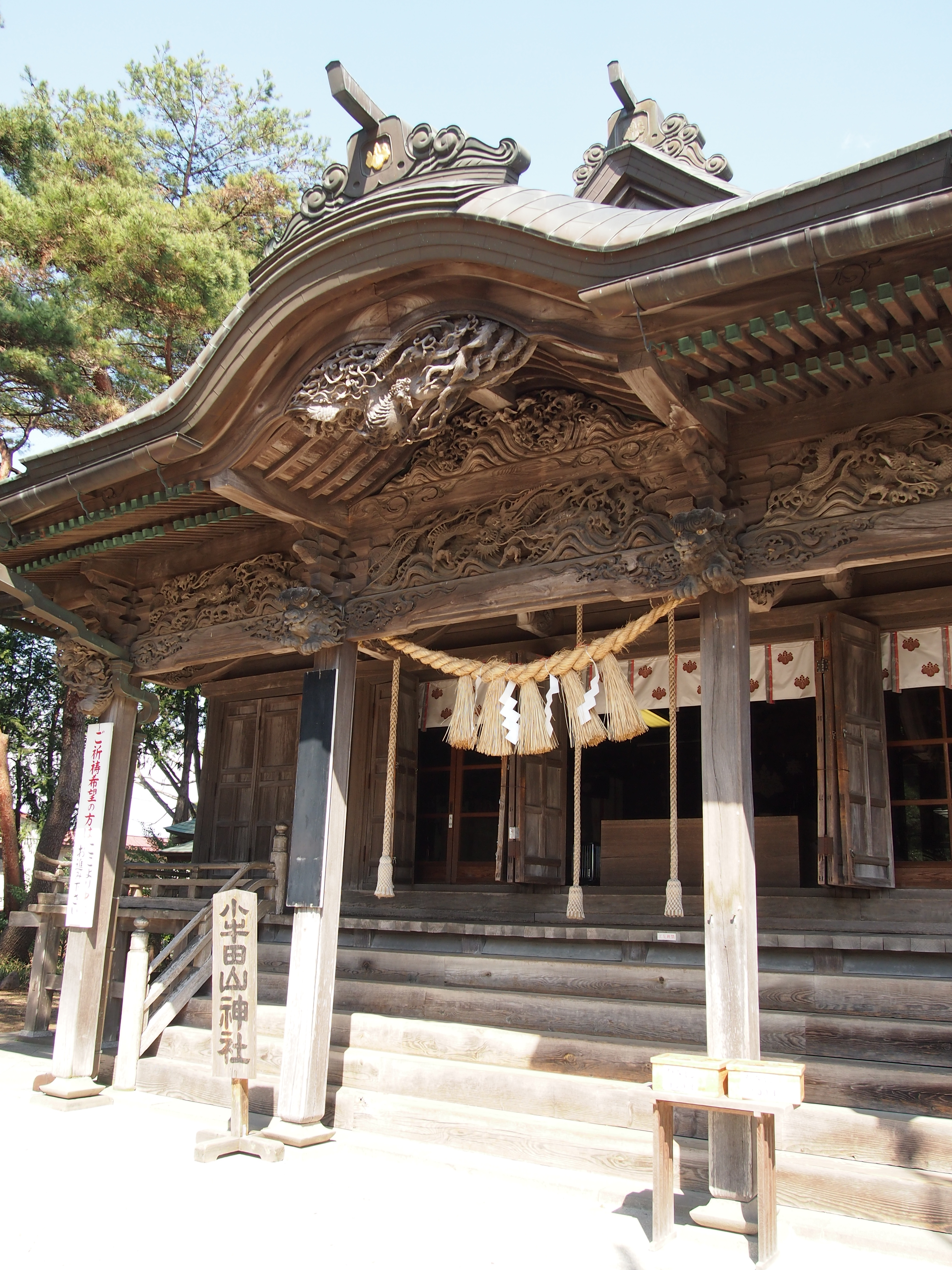
小牛田山神社拝殿正面部
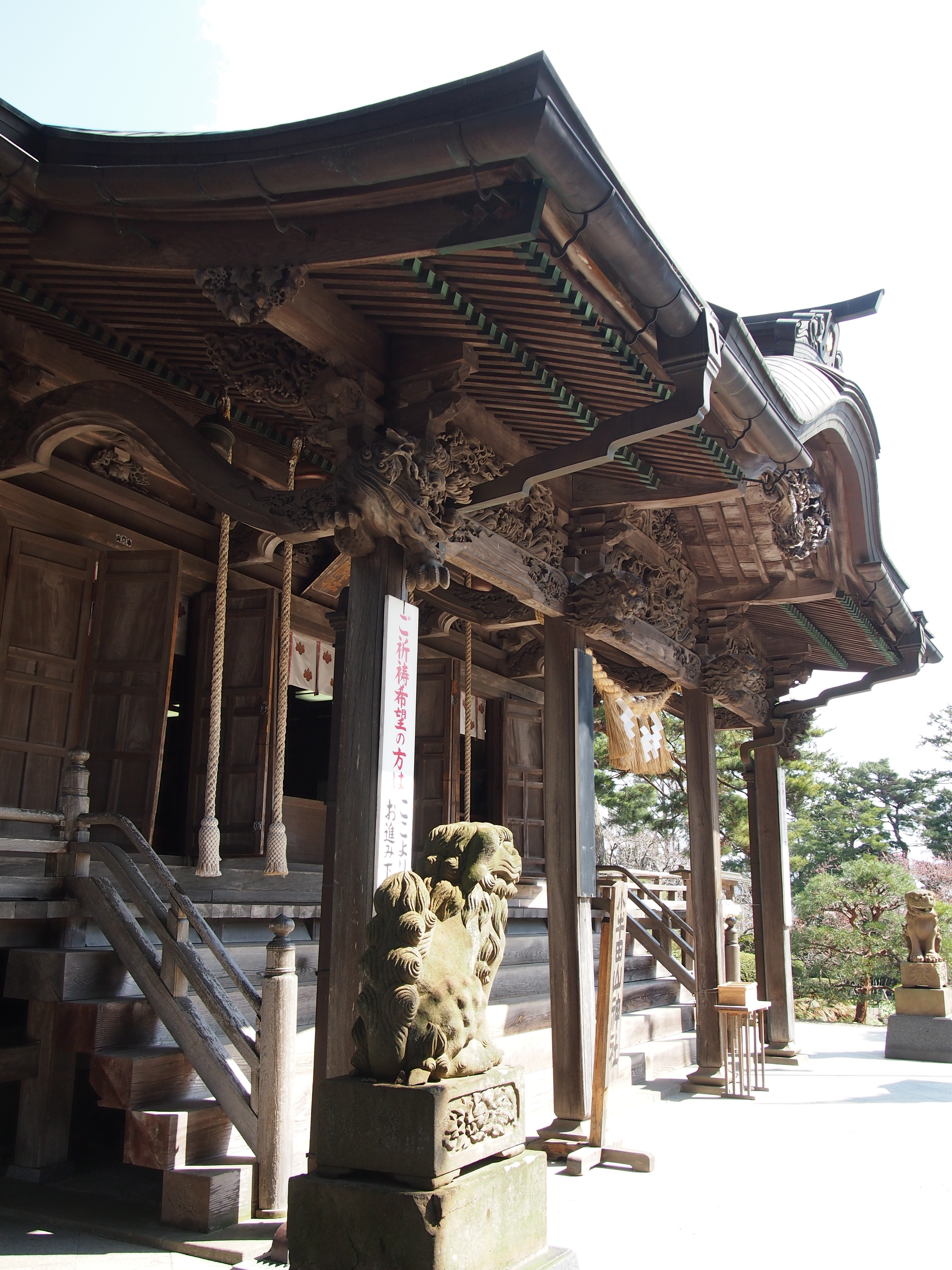
小牛田山神社拝殿左側
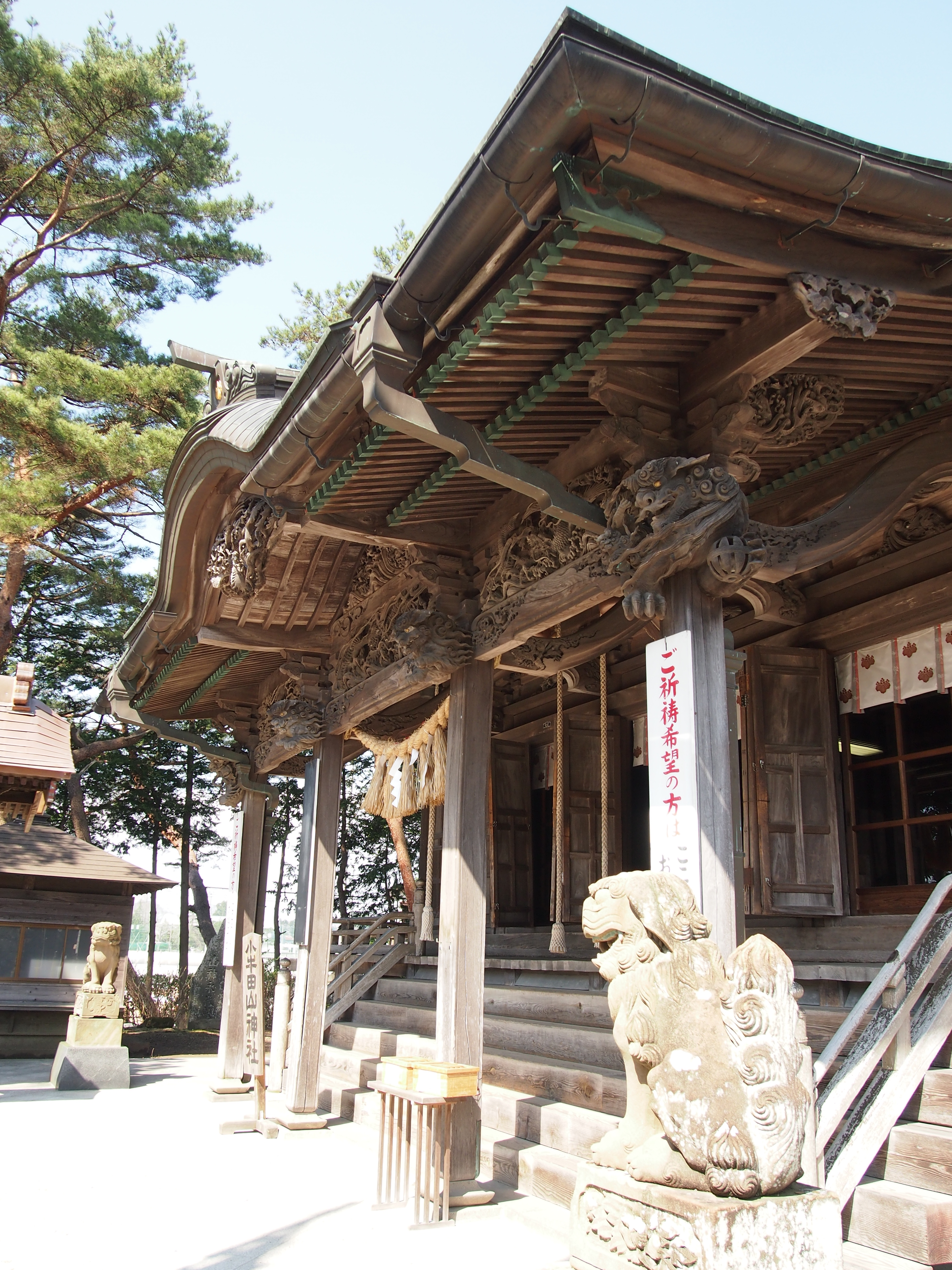
小牛田山神社拝殿右側

- 拝殿内部には、熊の剥製や男根型神体などが奉納されている。また、安産祈願の祈祷などは幣殿で行われている。

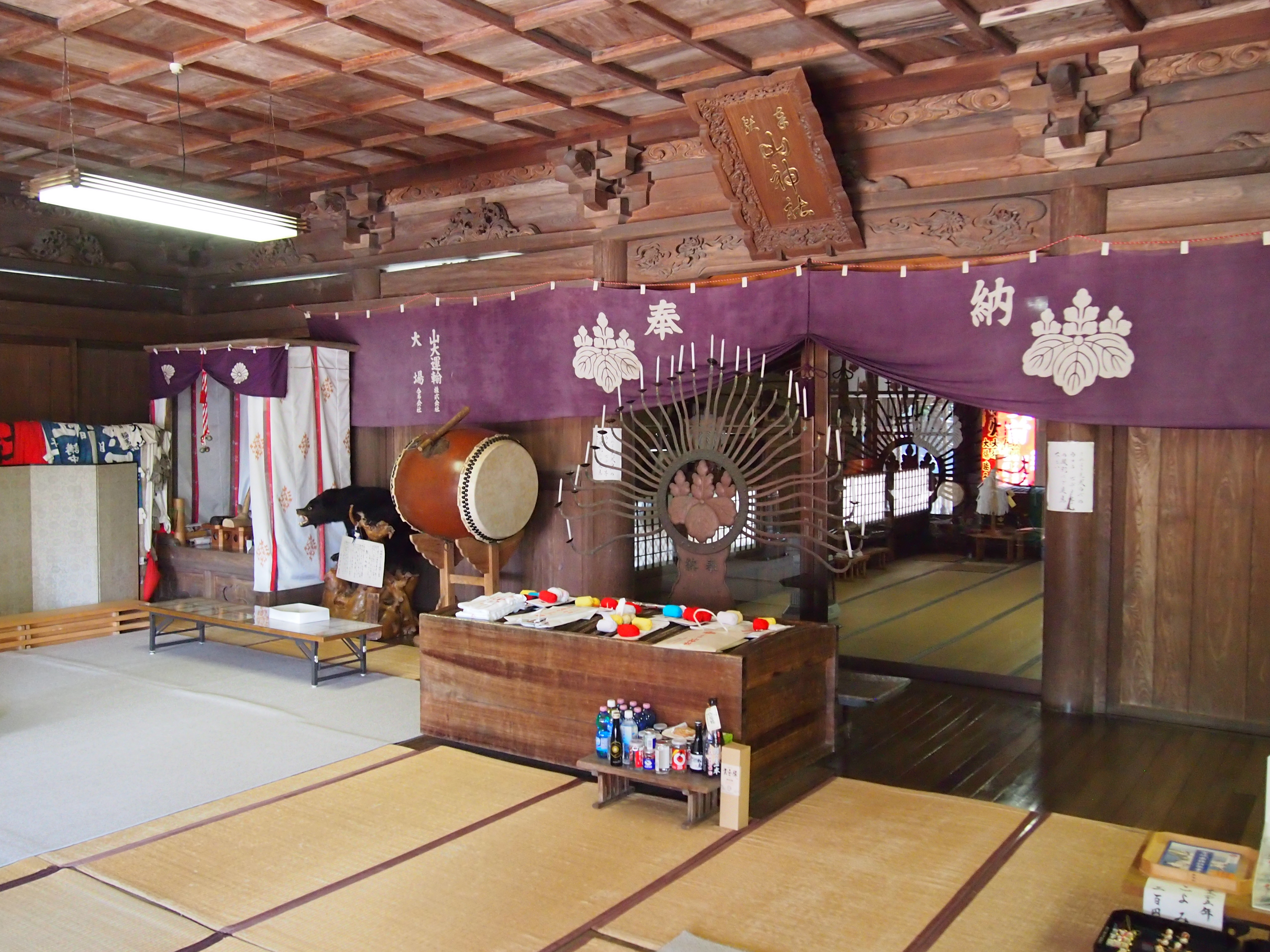
小牛田山神社拝殿内部
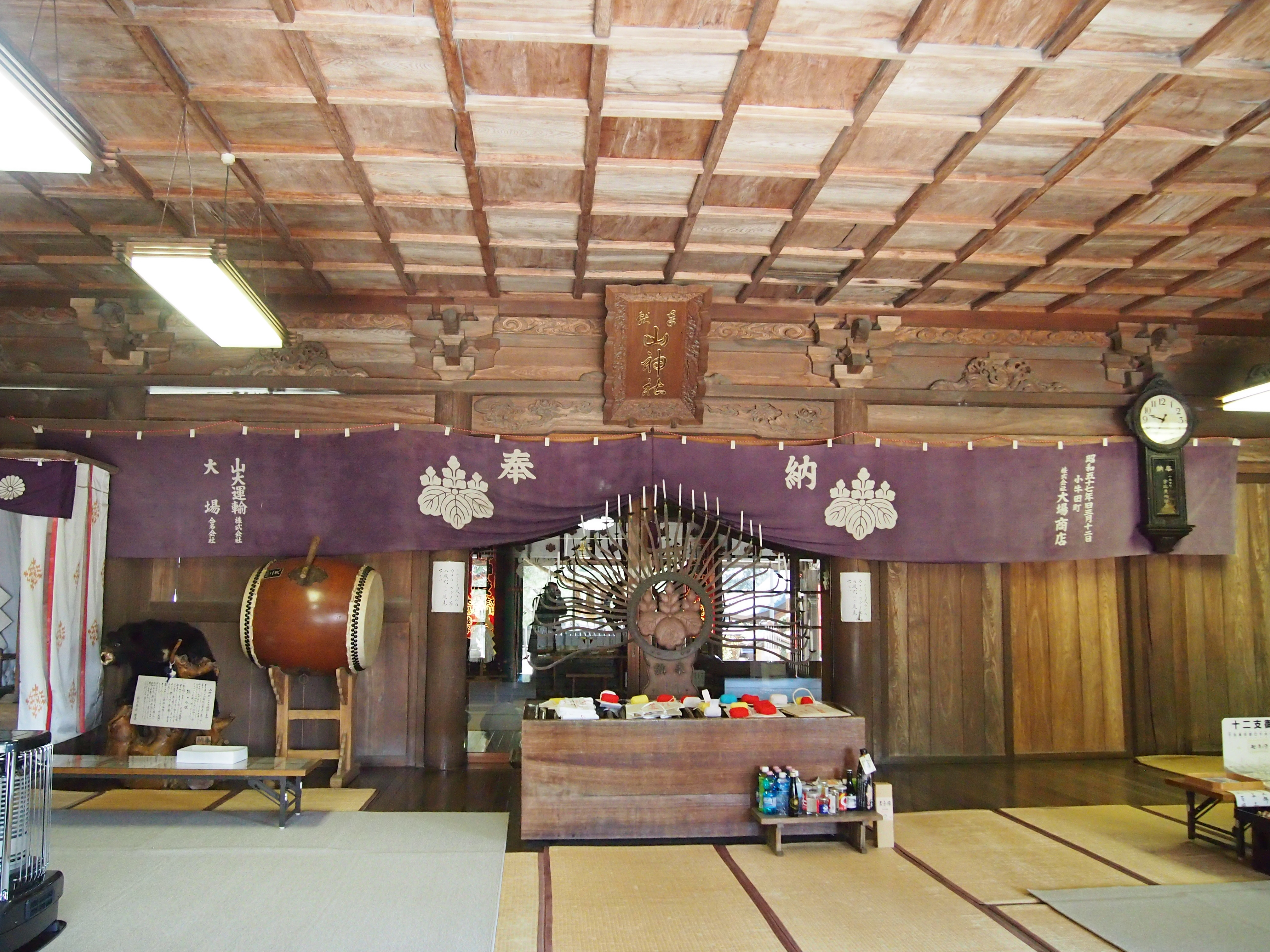
小牛田山神社拝殿内部
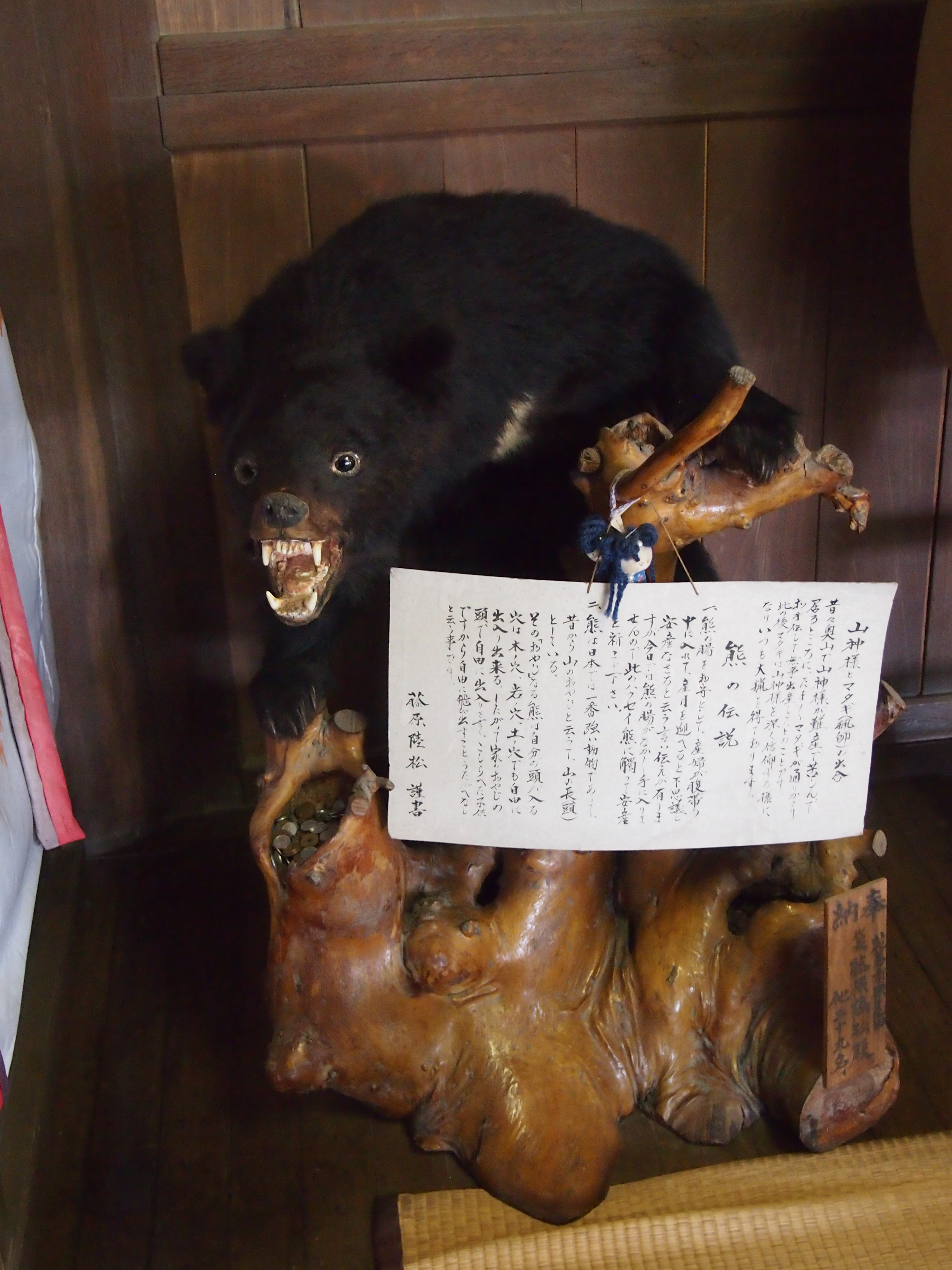
小牛田山神社拝殿の熊の剥製
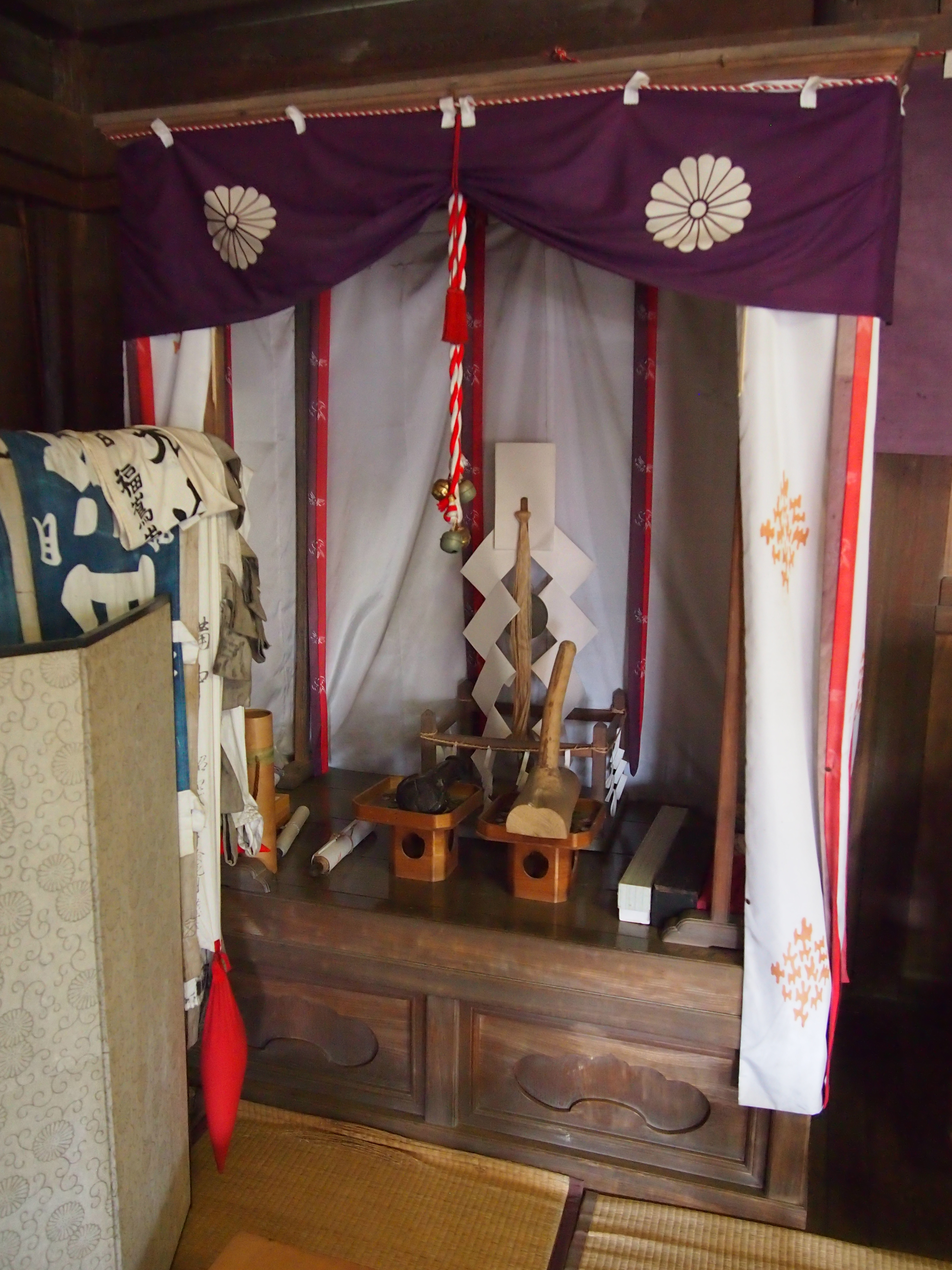
小牛田山神社拝殿内に奉納されている男根型御神体

- 本殿：三間社流造銅板葺のもので、向拝部分には唐破風、銅板葺の屋根には千鳥破風が付いている。本殿内陣には、正面中央に主祭神の木花佐久夜比賣命の神体を納めた御帳台（神座）があり、その左右には合祀された神々の神体を納めた御帳台が二座ずつ置かれている。

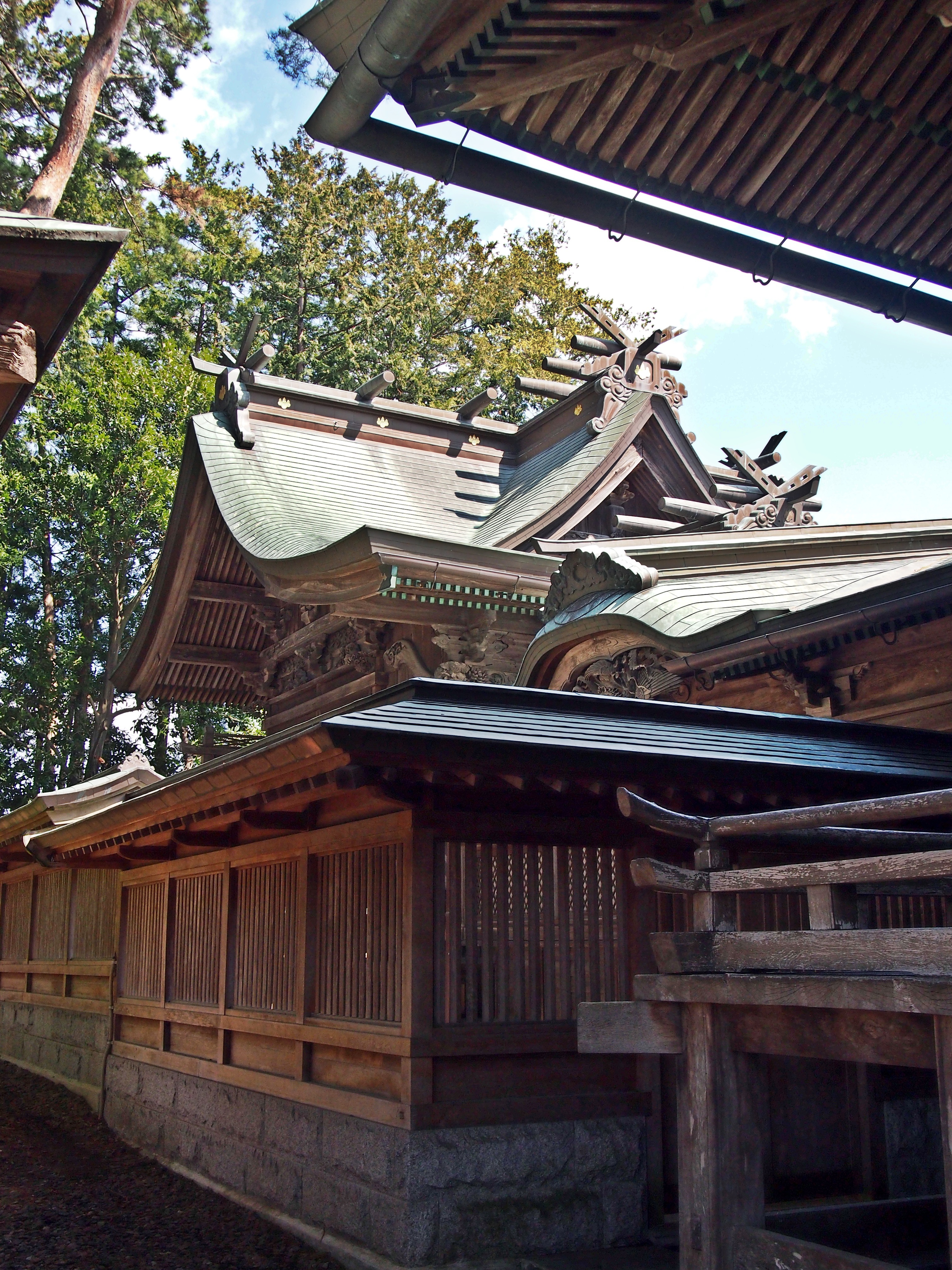
小牛田山神社本殿
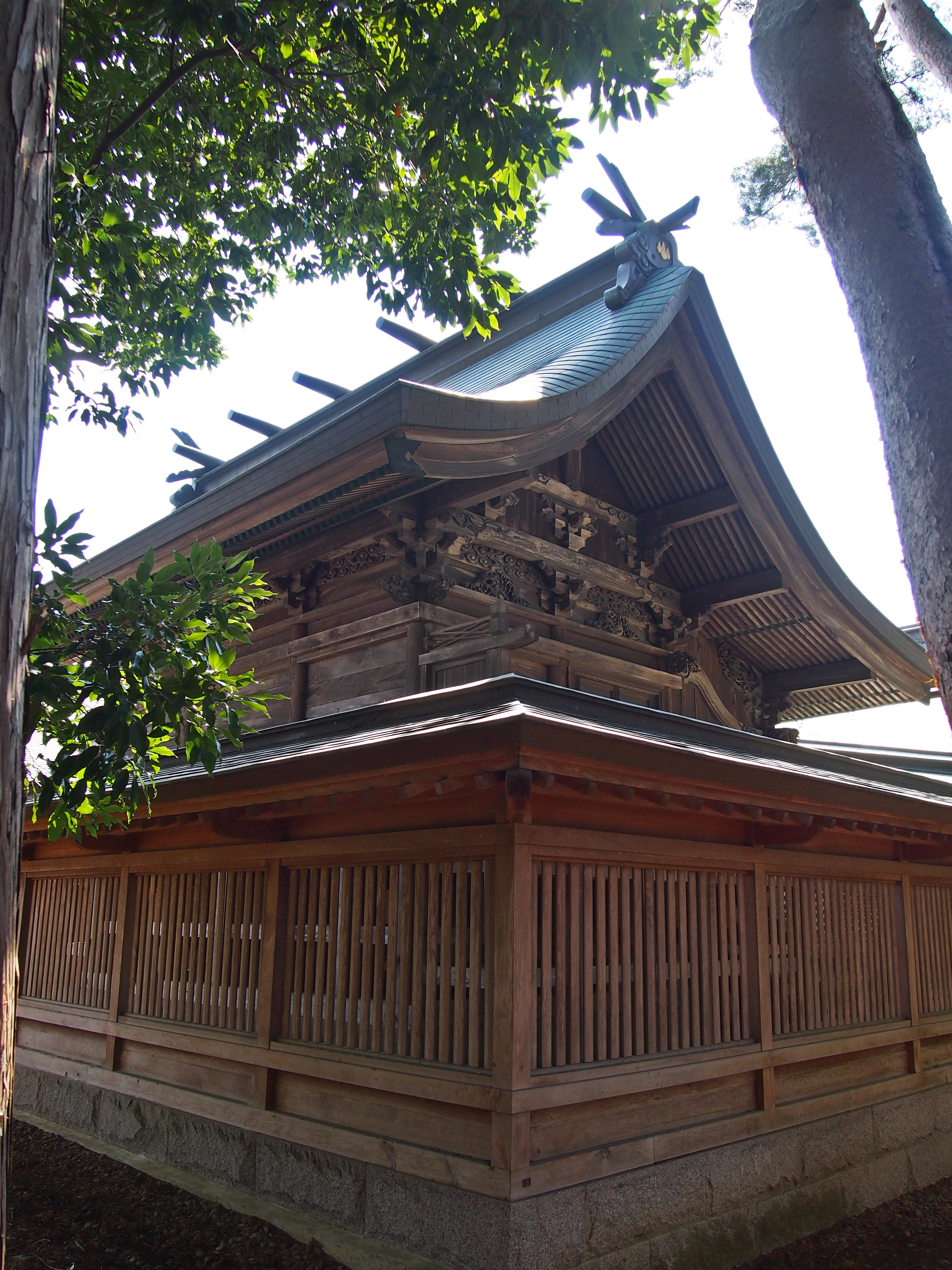
後部から見た小牛田山神社本殿
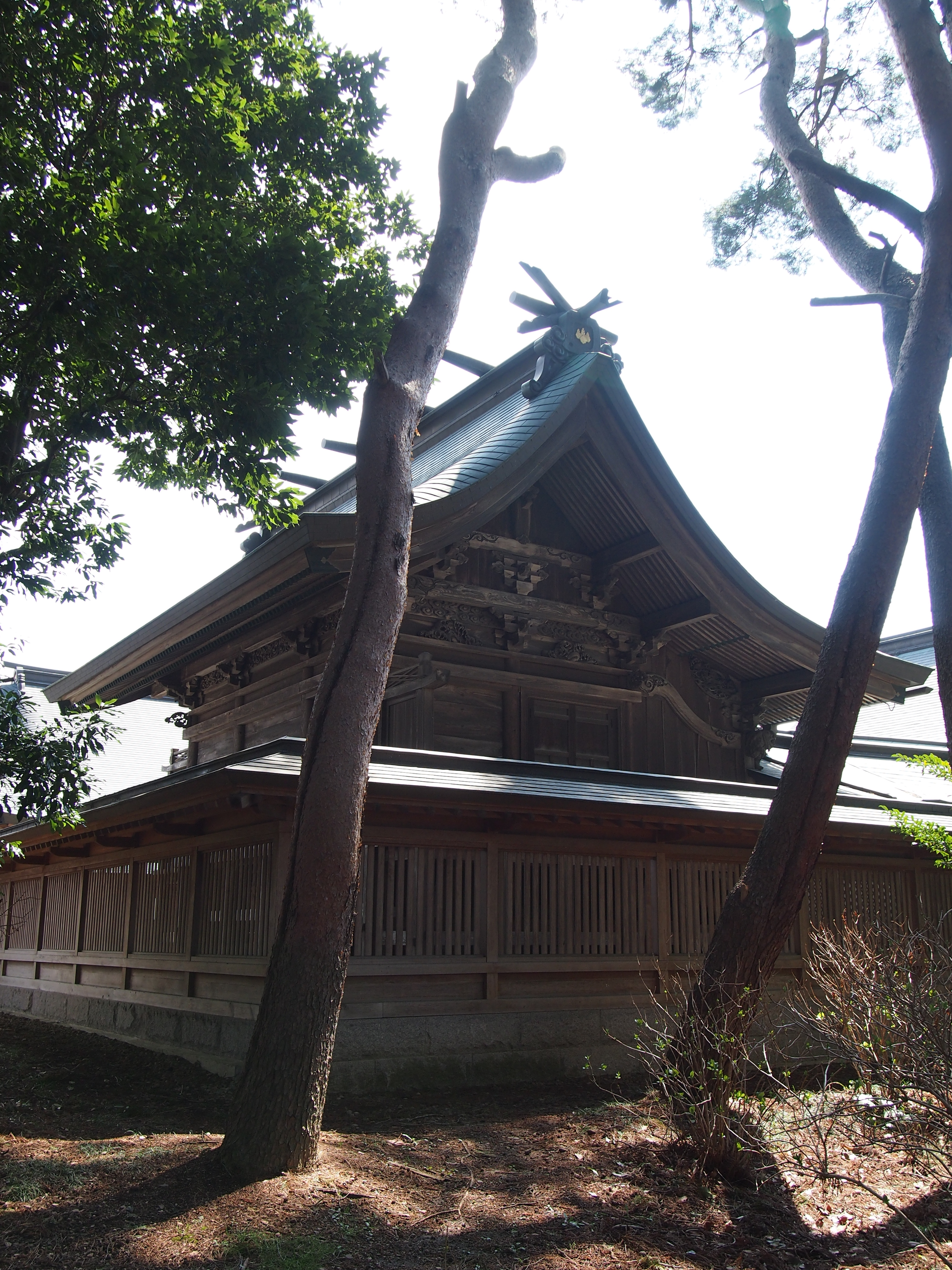
後部左側から見た小牛田山神社本殿

- 神輿殿：もとは神仏習合の頃、薬師堂として薬師如来を祀っていたという。明治になり神明社として天照大御神を祀り、現在は「山神講」の神輿を安置する建物となっている。

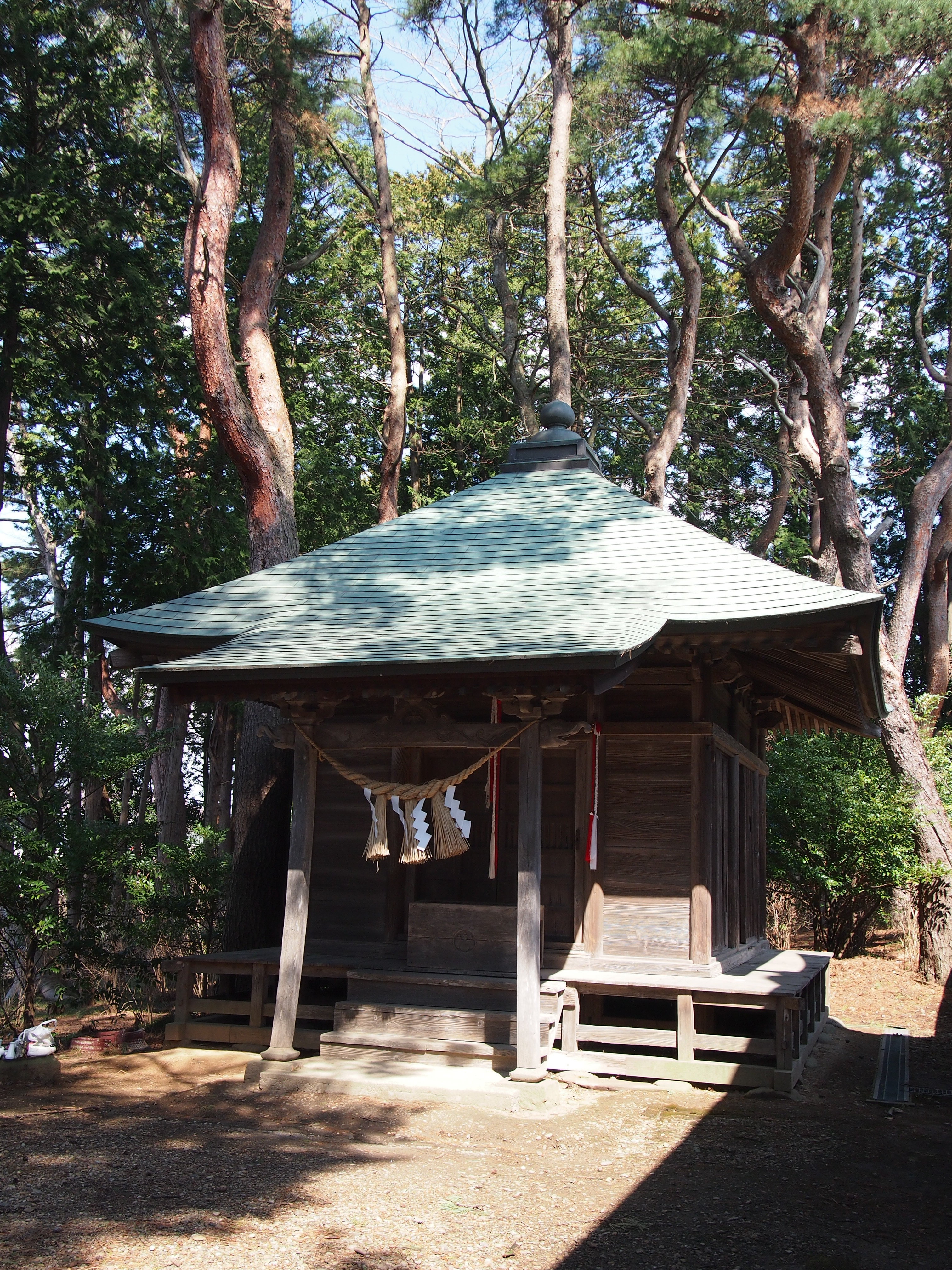
小牛田山神社神輿殿

- 社殿の東側には社務所や参集殿、神苑・神池などが整備されている。また、参道には小牛田名物の「山の神まんじゅう」の売店などがある。

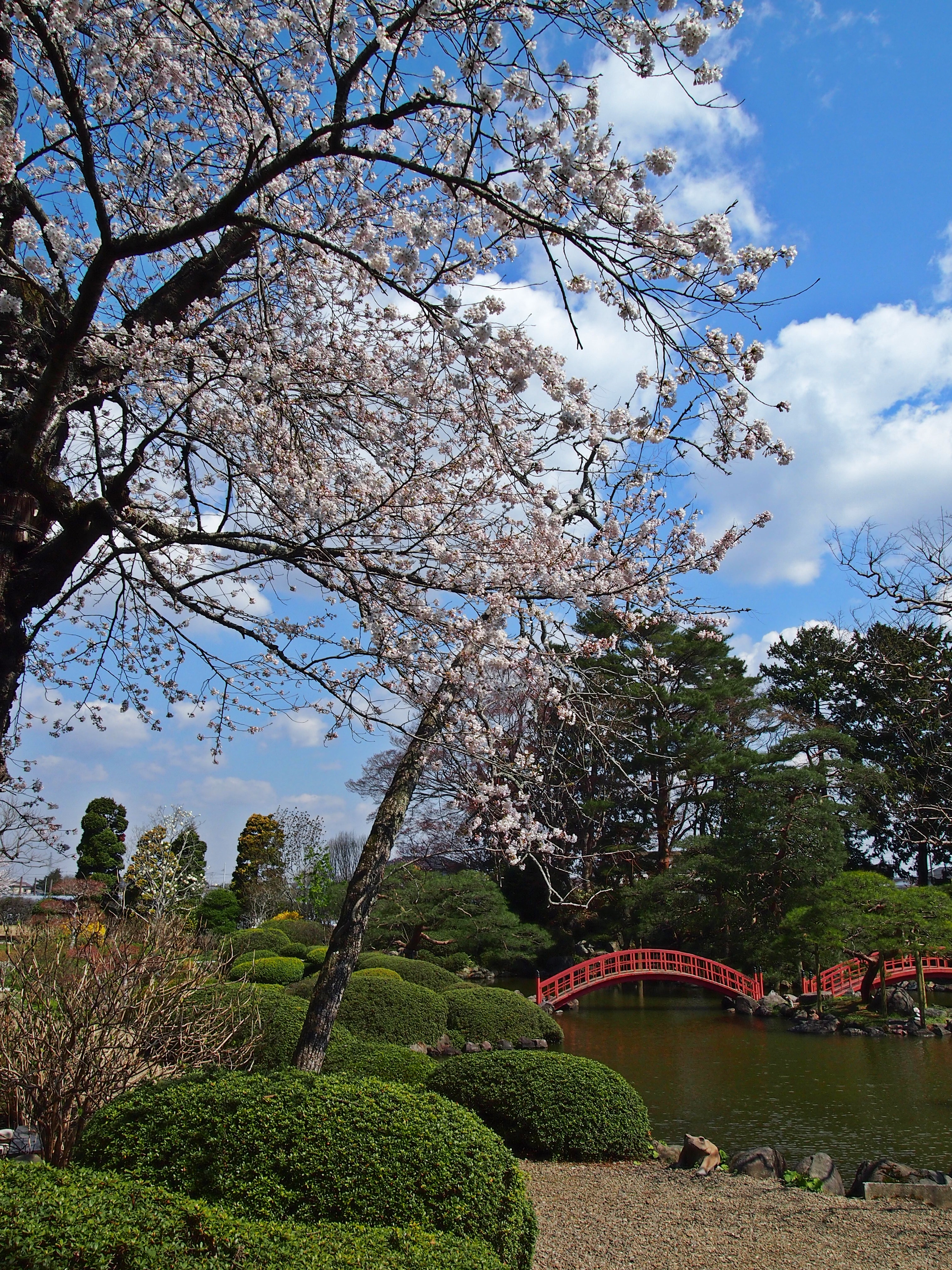
小牛田山神社神苑